# Новоорловск
Новоорло́вск — посёлок городского типа в Агинском районе Забайкальского края, Россия.
Распоряжением Правительства КЗ от 29 июля 2014 года № 1398-р «Об утверждении перечня моногородов» пгт включён в категорию «Монопрофильные муниципальные образования Российской Федерации (моногорода) с наиболее сложным социально-экономическим положением».

## География
Посёлок расположен на востоке Агинского района, в 27 км к юго-востоку от административного центра района — посёлка Агинское.

## История
Статус посёлка городского типа Новоорловск имеет с 1982 года.

## Население
| 1989  | 2002  | 2008  | 2009  | 2010  | 2012  | 2013  |
| ----- | ----- | ----- | ----- | ----- | ----- | ----- |
| 5298  | ↘2859 | ↗2978 | ↘2974 | ↗3110 | ↘3100 | ↘3068 |
| 2014  | 2015  | 2016  | 2017  | 2018  | 2019  | 2020  |
| ↘3034 | ↘2980 | ↘2949 | ↘2894 | ↘2848 | ↘2793 | ↘2754 |
| 2021  |       |       |       |       |       |       |
| ↗3084 |       |       |       |       |       |       |

## Экономика
На территории посёлка работают ЗАО «Новоорловский горно-обогатительный комбинат» и ООО «Кварц».

## Социально значимые объекты
Общеобразовательная средняя школа; музыкальная школа;
дом детского творчества;
участковая больница;
оздоровительный центр ГАУСО КЦСОН "Орловский".

## Разное
Входит в Перечень населенных пунктов Забайкальского края, подверженных угрозе лесных пожаров

## Достопримечательности
Музей истории Орловского горно-обогатительного комбината.